# かわいさ
かわいさ（Cuteness）とは、ある事物に対して「かわいい」と感じる鍵刺激・因子・性質・概念・美学。類語として「かわいげ」「かわいらしさ」「いとおしさ」「愛くるしさ」などがある。

## 子供の形態的特徴と生物学的機能

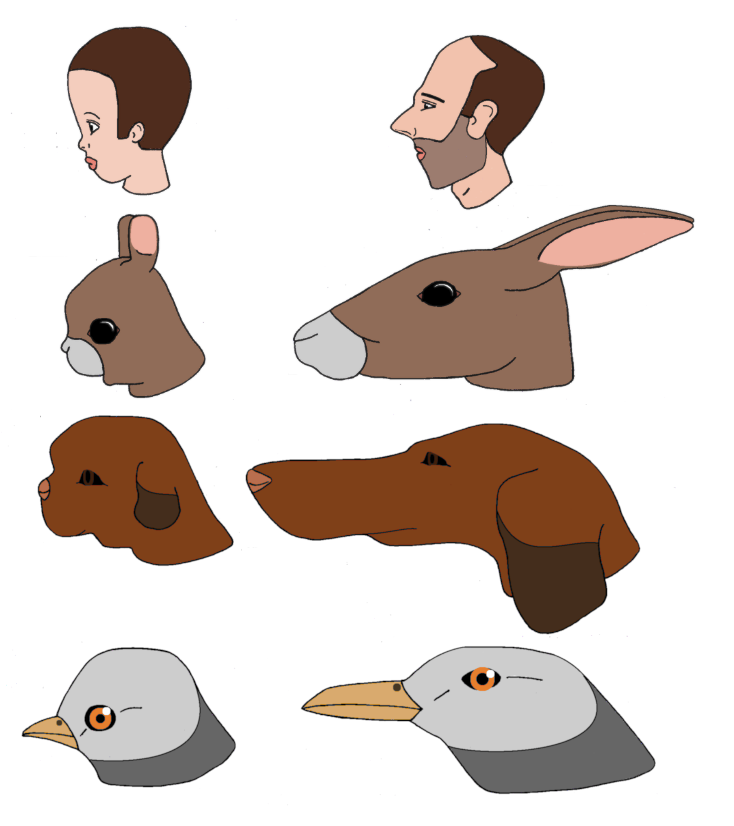
ローレンツが示した「かわいらしい」形態的特徴

年齢別のヒトの頭部。

動物行動学者のコンラート・ローレンツは、1943年に『可能な経験の生得的形態（経験できることには生まれつき決まった形がある）』という論文を発表した。この論文では、赤ちゃん固有の形態的特徴が、大人にとって「かわいい」という感情を刺激し、子育て行動へと駆り立てるとされた。赤ちゃん固有の形態的特徴とは「体に比して頭が大きい」「顔面より脳頭蓋が大きい」「目が大きくて丸い」「頭全体に対して目鼻口が低い所に位置している」「短い四肢」などが挙げられる。これら幼い動物の身体的特徴は「ベビースキーマ」（幼児図式、Kindchenschema）と呼ばれている。またこれは科学的方法に基づく「かわいい」研究の出発点となった。

### アタッチメントと母子相互作用
ベビースキーマ自体はコミュケーションのために進化したものではない。たしかにベビースキーマは、赤ちゃんを養育させる感情を保護者に喚起させるが、あくまで一次的な身体機能発達の産物に過ぎず、それを受け取る大人側に「かわいらしい」と感じられる感受性が、進化の過程で備わってきたと解説される。
比較行動学者の正高信男は、ベビースキーマの理論を拡張するだけでは、赤ちゃんの発声や動きに対する大人の養育的反応を説明できないとしている。たとえば「指さし」など、赤ちゃんが大人と類似した行動をとった時であっても、それを愛でようとする傾向がヒトの心理にはあるという。小児科医のT・ベリー・ブラゼルトンによれば、親が話しかけるほど赤ちゃんもよく発声し、笑顔で見つめると笑顔で微笑み返す。このような相互作用は本能的に備わっており、生まれて数時間しか経っていない赤ちゃんであっても、親の表情や発声を忠実に模倣する習性があるという。このような反射的習性は「原初模倣」と呼ばれている。この際、保護者は泣き叫ぶ赤ちゃんをあやすなど「快感情」を与え、赤ちゃんもまた保護者に様々な養育信号を発信する。
母性の発達を研究している石野陽子は、母子間で愛情を高めあう乳幼児の行動に「人見知り」を挙げている。たとえば、赤ちゃんは生後半年ほどで人見知りをするようになり、普段あまり接しない人が接近するだけで泣き叫ぶなど不快感を示す。しかし、保護者が視界に入ると赤ちゃんはピタリと泣き止み、抱きつくなど甘える仕草を見せる。保護者もまた「私がこの子を育てなければ」というポジティブな養育行動を促進させ、赤ちゃんを甘やかすようになる。こうした母子間の親密かつ情緒的なかかわりは「アタッチメント（愛着）」と呼ばれ、母子間で信頼関係が育まれるプロセスを発達心理学では「母子相互作用」と呼んでいる。

### 「甘え」の視点
大阪大学大学院人間科学研究科教授の入戸野宏は、土居健郎著『「甘え」の構造』（弘文堂, 1971年）を引き合いに「甘え」と「かわいい」という日本人に顕著な2つの感情の類似性を指摘している。たとえばベビースキーマが仮定する考え方では、あくまで被保護側の発信する「かわいさ」は、保護者が受容する「鍵刺激＝単なる手がかり」に過ぎないという一方向的な関係に終始しているが、ここに他者の愛情を得ようとする「甘え」の視点を被保護者側に取り入れることで「かわいさ」の発信側と受容側の関係性は、双方向的なものとして解釈できるとしている。

### 子供のネオテニー
ロンドン大学のデズモンド・コリンズは「人間の青年期が長くなるのはネオテニーの一部」と述べた。身体人類学者のバリー・ボーギンも「子どもの成長パターンが、かわいさの持続期間を意図的に長くしている」という可能性を述べている。ボーギンによると人間の脳は、次のタイミングで大人の大きさになるという。
- 体が40%しか完成していないとき
- 歯の成熟が58%しか完成していないとき
- 生殖の成熟が10%しか完成していないとき

このようなアロメトリー（相対成長、身体の全体に対する各部位の相対的な成長度のこと）によって、子どもは他の哺乳類よりも長く「大きな頭蓋骨」「小さな顔」「小さな体」「性的未発達」といった、表面的には「幼児的な外見」を保つことができるという。またボーギンは、このかわいらしい外見が「年長の個体」に対して「養育」「世話焼き」という反応を引き起こすと述べている。

### 性差
乳児のかわいさの感じ方は、乳児の性別や行動に影響される。小山ら（2006）の研究によると、女性乳児は男性乳児よりも身体的魅力があるとされている。(Karraker(1990))の研究でも、男性乳児の保護をかき立てるのは、子どもの幸せや身体的な魅力に対する認識のみとする可能性が実証された。
また、かわいらしさへの認識を大きく左右するものに「観察者の性別」がある。(Sprengelmeyerら(2009))が行った研究では、同じ年齢の男性よりも女性は「かわいらしさのわずかな違い」に敏感であるとしており、これは女性ホルモンの働きが「かわいらしさ」を決定するために重要であることを示唆した。

## 文化的意義
ベビースキーマは本来の生物学的な領域以外にデザインや産業の分野でも絶大な効果があり、特に有名な例が日本の漫画やアニメなどのポップカルチャー（おたく文化）である。たとえばキャラクターの「無垢さ」「従順さ」「幼さ」を演出・強調するために、しばしば
- 身体に比して大きな頭と小さな鼻
- 顔の中央よりやや下に位置する大きな眼
- 突き出た額
- 短くてふとい四肢
- やわらかい体表面
- 丸みをもつ豊頬
- 全体に丸みのある体型
- ぎこちない動き

などベビースキーマの特徴が多用される（こうした天然に存在しないが見る者に大きな反応を引き起こすものを「超正常刺激」と呼ぶ）。このような超正常刺激を呼び起こすキャラクターデザインはサブカルチャーに留まらず、ゆるキャラや萌えキャラなど日本社会のあらゆる分野に広がっている美的感覚であり、総じて「かわいい」「萌え」「尊い」などの日本語で形容・表現されている。

### おたく文化やロリコン漫画への影響
男性文化において「かわいさ」を主軸とする萌えの元祖的作品は、1980年代前半のロリコンブーム期にあらわれた。それまで一般的な男性向けエロ漫画は、リアルタッチの三流劇画がほとんどであったが、この流れを決定的に変えたのが、1979年のコミックマーケット11で頒布された日本初のロリコン漫画同人誌『シベール』（無気力プロ）である。この同人誌は「手塚治虫や石ノ森章太郎のような丸っこい記号的な絵柄でもセックスが描ける」という「かわいいエロ」の発見と革命をもたらしたことで伝説化している。
その後、ベビースキーマの特徴を兼ね備えたロリコン漫画は青少年に広く受けいれられた。さらには「おたく」の登場とも相まって、二次元コンプレックスなる文化現象を生み出すとともに、今で言うところの「萌えキャラ」で性的欲求を開放する美少女コミックが氾濫する。とくに初期のロリコン漫画は、手塚漫画やアニメ絵の「幼児形態」を保ちながら、性的刺激（=超正常刺激）をもたらした点が画期的であり、エロ漫画評論家の永山薫は「エロ漫画におけるネオテニー（幼形成熟）」とも形容している。そして、現在にも連綿と受け継がれている「萌えエロ」「かわいいエロ」こそ、マッチョ的なものに対するフラジャリティの復権として起こった、一種の表現運動／カウンターカルチャー（80年安保）であったといえる。

## 「かわいさ」を喚起させる対象と構造

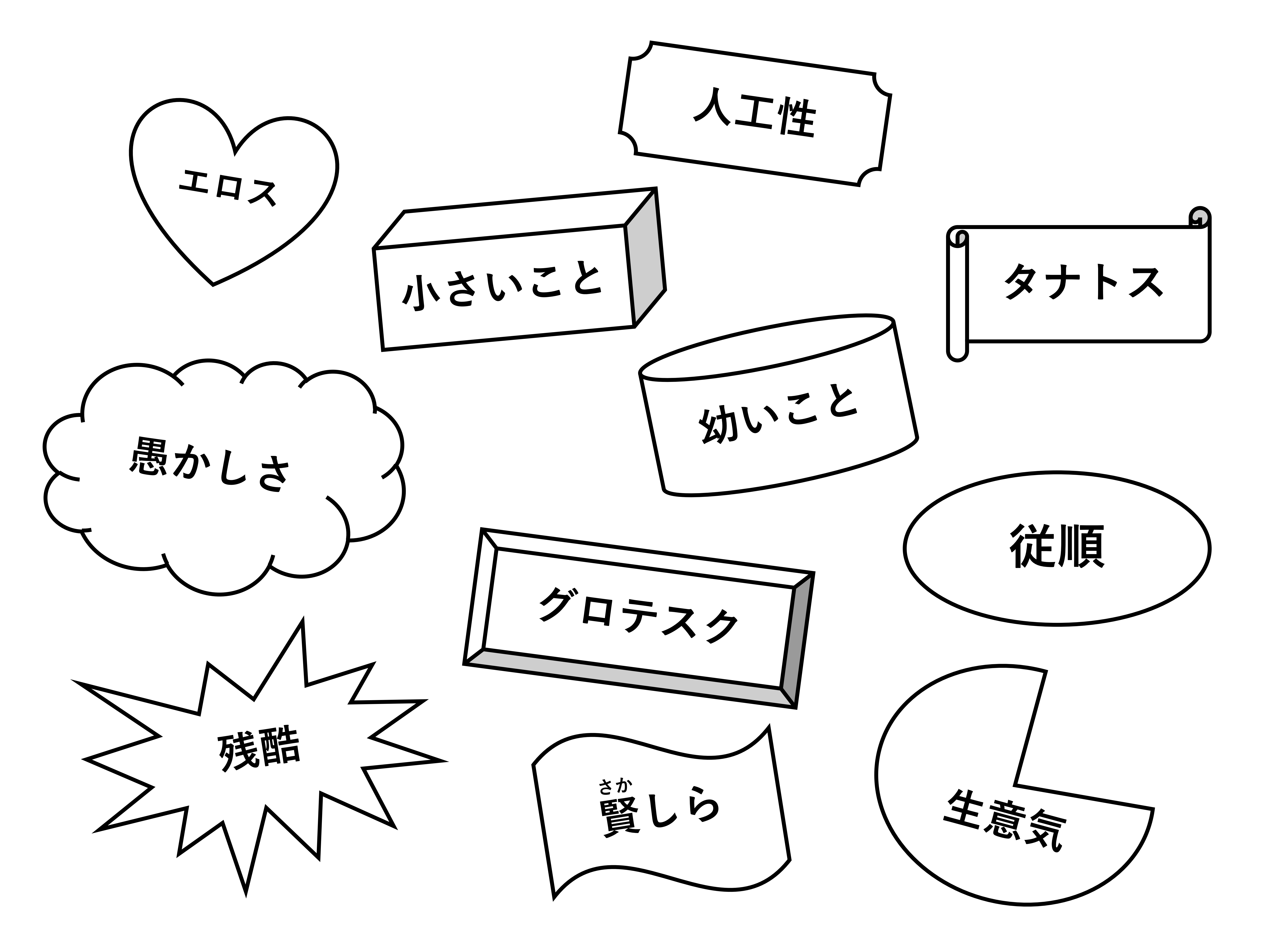
かわいさを構成する要素。図からも分かるように、かわいさを醸し出す要素には相矛盾する要素が含まれており、かわいいものは我々との共感やコミュニケーションに失敗していることが多い。

「かわいさ」を感じさせ、大人の庇護を喚起するものは、男らしさ（マチズモ）とは対極的な存在であるといえる。美術評論家の松井みどりは「かわいい」という感情の発露について「無作法で非生産的な行動、すなわち合理性と能率を旨とする『大人社会』の規範から逸脱した行動に対して、相手が『弱く』『未熟な』ために許し、保護してあげるという慈しみの視点から発せられる」と推察している。

### かわいさの類型と構造
研究者のの宮﨑拓弥らは、かわいさを喚起する因子を次の4つに分類している。
- 色彩：彩度が高くて明るい色、もしくはパステルカラーなど明度が高い色[24]、あるいはマカロンやキャンディなどの洋菓子（＝日常的かわいい）
- ベビースキーマ：子供、ぬいぐるみ、ハムスター、寝顔、方言、丸顔の女性など幼い存在に認められる生得的なカテゴリー（＝か弱いかわいい）
- ファンシー：メルヘンチックなもの、ロリータ・ファッション、人形、ピンク色といった女性文化に認められる文化的なカテゴリー（＝独特かわいい）
- 不気味：トカゲ、熊、牛、金魚、蝶の標本、キノコ図鑑、人体模型などネガティブに評価されがちなもの（＝キモかわいい[25]）

宮崎によると、かわいさを喚起する因子は男女ともに同じ傾向があり、同分類は男女を区別せずに統一して適用できるものと考えられている。

### 「かわいい」と「かわいそう」
かわいさを喚起させる特徴としては、親しみやすく身近なもの以外に、ネガティブなものも含まれる。たとえば、下記に示すものは「かわいそう/フラジャイル≓かわいい」を構成する主要素である。
- 壊れやすい
- 頼りない
- 小さい・幼い・か弱い
- 軽い・未成熟・不完全
- 遅い
- 緩んだ
- 繊細・臆病
- 歪んだ・病んだ
- 儚い

これらに加えて、世の中から逸脱（超俗）して、社会との調和を喪失した対象（例：電波系・不思議ちゃん・天然・中二病・メンヘラ・陰キャ・コミュ障・猫耳・人外・巫女）も「かわいい」とされることがある。
宮元健次は「かわいい」という不完全で未熟なものに惹かれる日本特有の美意識が、世界中で注目されるようになった理由を「ひと言でいえば、それは20世紀社会の経済的発展に対するアンチテーゼといえるだろう。『かわいい』は、成長や成熟を否定する美意識である」と、モラトリアムの文脈でまとめている。
ちなみに「かわいい」という日本語は、目上の者が目下の者へ「不憫だ」「あわれだ」「気の毒だ」など憐憫・慈悲・慰撫の感情を抱くさまに由来している。この意味を受け継いだ派生語に「かわいそう」がある。
大塚英志は「かわいい」と「かわいそう」が表裏一体であるとして次のように論じている。
ここで大塚は、昭和天皇が病に臥した時、お見舞いの記帳に「制服姿の少女たちが列を作った」という一見して非常に奇異な現象を例に取り上げた。いわく「少女たちが老人（＝かわいいおじいちゃん）の中に〈無垢にしてか弱い〉という“自分たちと重なり合う同質のイメージ”（少女の自己像）を見いだしていたのではないか」という推測である。また大塚は「昭和天皇」に近い類例として「かわいそうなシマリスくん」（いがらしみきおの漫画『ぼのぼの』に登場する「いぢめる?」が口癖のいじめられっ子キャラ）の人気を同列に挙げている>。

### 支配―被支配の関係
相手を未熟なものとして愛玩物的に可愛がり、保護する行動についてイーフー・トゥアンは著書『愛と支配の博物誌―ペットの王宮・奇型の庭園』（工作舎, 1988年）で、相手の自分への依存を強調することによって、他者を意のままにしたいという「支配の欲望」に直結するものであると指摘している>。
これに関して明星大学教育学部教授の西村美香は「支配欲（もしくは庇護欲）」「ご都合主義的政治的用語」「商業的うまみ」の3つが要素が現在的な「かわいい」という言葉に含まれていると指摘し、「かわいい」という言葉が持つ「支配―被支配の関係」に関して次のように述べている。
また西村は「かわいい」を濫用し、自己にも「かわいい」を適合させる「すでに幼くも小さくもない大人の女性」について「誰かの庇護の元に入り、その誰かに依存して、したたかに生きてゆく戦略」と指摘しており、逆に「成熟しきって老いて醜くなった女性」が周囲から邪険にされず、老後の面倒を見てもらうには「かわいいおばあちゃん」となって少しでも好かれるぐらいしか生存戦略はないのかもしれないと推察している。

## かわいさがモチーフのフィクション作品
- 藤子・F・不二雄『かわい子くん』
  - かわいさとは何かをテーマとした作品。動物の子供が持つ生存のための戦略的造形や人間の感情的補正などを科学的・SF的視点で捉えている。
- 中森明夫『オシャレ泥棒』
- テレビアニメ『ヒーリングっど♥プリキュア』第23話「かわいいってなんですか? アスミと子犬物語」
  - 生まれつき「かわいい」という感覚を持たない精霊の少女が「かわいい」とは何かを感性で理解していくストーリー
- 阿部共実『潮が舞い子が舞い』2巻第19話「トラクラ」
- 古屋兎丸『ショートカッツ』
  - 女子高生やぬいぐるみなど「かわいい」世界の住人をモチーフにしたエログロナンセンス作品
- 葛西尚『ないしょの京子姉さん』
- 加藤綾桂『おんなのこきらい』／横槍メンゴ『「かわいい」』
  - 女の子にとっての「かわいい」をテーマにした作品。ある種の呪いとしての「かわいい」をポップかつ毒々しく描いている。
- SAHA＋Stonehead『末っ子皇女殿下』
  - 韓国のファンタジー小説が原作の漫画。隣国の皇女に転生した大魔導師が「愛想」を政治的に振りまき、あらゆる問題を解決する様子を描く。

### 著作・雑誌
- 土居健郎『「甘え」の構造』弘文堂, 1971年 / 増補普及版, 2007年
- 山根一眞『変体少女文字の研究―文字の向うに少女が見える』講談社, 1986年
- イーフー・トゥアン著／片岡しのぶ＋金利光訳『愛と支配の博物誌―ペットの王宮・奇型の庭園』工作舎, 1988年
- 大塚英志『少女民俗学 : 世紀末の神話をつむぐ「巫女 (みこ) の末裔 (まつえい) 」』光文社〈カッパ・サイエンス〉、1989年。ISBN 4334060420。 NCID BN03587058。全国書誌番号:89042754。
- コンラート・ローレンツ著／日高敏隆訳『動物行動学Ⅱ』思索社, 1989年
- 島村麻里『ファンシーの研究―「かわいい」がヒト、モノ、カネを支配する』ネスコ, 1991年
- 増淵宗一『かわいい症候群』日本放送出版協会, 1994年
- 美術出版社『美術手帖』1996年2月号, 48巻2号, No.720「特集：かわいい」
- レズリー・A. ゼブロウィッツ著／羽田節子訳『顔を読む―顔学への招待』大修館書店, 1999年
- 山田徹『キャラクタービジネス―「かわいい」が生み出す巨大市場』PHP研究所, 2000年
- インゴ・レンチュラー他編『美を脳から考える―芸術への生物学的探検』新曜社, 2000年
- 正高信男『子どもはことばをからだで覚える メロディから意味の世界へ』中公新書 2001
- 森川嘉一郎『趣都の誕生―萌える都市アキハバラ』幻冬舎, 2003年 / 文庫版 2008年
- 大塚英志『「おたく」の精神史 一九八〇年代論』講談社現代新書 2004年 / 朝日新聞社 2007年 / 星海社文庫 2016年
- ササキバラ・ゴウ『〈美少女〉の現代史―「萌え」とキャラクター』講談社現代新書 2004年
- ケン・ベルソン＋ブライアン・ブレムナー著／酒井泰介訳『巨額を稼ぎ出すハローキティの生態』東洋経済新報社, 2004年
- 四方田犬彦『「かわいい」論』筑摩書房〈ちくま新書〉2006年
- 宮台真司,石原英樹,大塚明子『増補 サブカルチャー神話解体―少女・音楽・マンガ・性の30年とコミュニケーションの現在』筑摩書房, 2007年
- 宮元健次『日本の美意識』光文社〈光文社新書〉2008年
- 古賀令子『「かわいい」の帝国―モードとメディアと女の子たち』青土社, 2009年
- 高月靖『ロリコン―日本の少女嗜好者たちとその世界』バジリコ, 2009年
- 櫻井孝昌『世界カワイイ革命』PHP研究所, 2009年
- 山本博通『なぜギャルはすぐに「かわいい」というのか』幻冬舎ルネッサンス新社〈幻冬舎ルネッサンス新書〉2010年
- KAWADE夢ムック『文藝別冊［総特集］吾妻ひでお 美少女・SF・不条理ギャグ、そして失踪』河出書房新社 2011年4月
  - 吾妻ひでお「吾妻ひでお 2万5千字 ロングインタビュー 現代日本的美意識「かわいいエロ」の創造者」。
  - 森川嘉一郎「吾妻ひでおはいかにして「おたく文化の祖」になったか」。
- 新潮社『芸術新潮』2011年9月号, 62巻9号「特集：ニッポンの『かわいい』」
- オギ・オーガス＋サイ・ガダム『性欲の科学―なぜ男は「素人」に興奮し、女は「男同士」に萌えるのか』（原題：A Billion Wicked Thoughts: What the Internet Tells Us About Sexual Relationships）CCCメディアハウス, 2012年
- 中村圭子編『日本の「かわいい」図鑑―ファンシー・グッズの100年』河出書房新社, 2012年
- 永山薫『増補 エロマンガ・スタディーズ「快楽装置」としての漫画入門』筑摩書房〈ちくま文庫〉2014年
- 「美少女の美術史」展実行委員会編『美少女の美術史―浮世絵からポップカルチャー・現代美術にみる"少女"のかたち』青幻舎, 2014年
- 青柳絵梨子 『〈ルポ〉かわいい! 竹久夢二からキティちゃんまで』寿郎社, 2014年
- 阿部公彦『幼さという戦略―「かわいい」と成熟の物語作法』朝日新聞出版〈朝日選書〉2015年
- エムディエヌコーポレーション『月刊MdN』2015年6月号「特集：少女の表現史」
- 工藤保則『カワイイ社会・学 成熟の先をデザインする』関西学院大学出版会, 2015年
- 長谷川晶一『ギャルと「僕ら」の20年史 女子高生雑誌Cawaii!の誕生と終焉』亜紀書房,2015年
- 横幹〈知の統合〉シリーズ編集委員会編『カワイイ文化とテクノロジーの隠れた関係 (PDF) 』東京電機大学出版局, 2016年
- 大倉典子編著『「かわいい」工学』朝倉書店, 2017年
- 石川桂子編『竹久夢二 かわいい手帖―大正ロマンの乙女ワールド―』河出書房新社, 2017年
- クリスティン・ヤノ著／久美薫訳『なぜ世界中が、ハローキティを愛するのか? “カワイイ"を世界共通語にしたキャラクター』作品社, 2017年
- 吉光正絵＋池田太臣＋西原麻里編著『ポスト〈カワイイ〉の文化社会学―女子たちの「新たな楽しみ」を探る―』ミネルヴァ書房, 2017年
- 佐々木隆『「カワイイ」とは何か（前後編）』多生堂, 2018年（※国内外で発表されたほぼ全ての「かわいい論」の書誌情報と抄録を掲載）
- 日本建築学会編『「かわいい」と建築』海文堂出版, 2018年
- 入戸野宏『「かわいい」のちから 実験で探るその心理』化学同人, 2019年
- サイモン・メイ『「かわいい」の世界―ザ・パワー・オブ・キュート』青土社, 2019年, 吉嶺英美訳
- 渡辺茂＋石津智大『神経美学―美と芸術の脳科学』共立出版, 2019年
- 久保友香『「盛り」の誕生 女の子とテクノロジーが生んだ日本の美意識』太田出版, 2019年

### 論文
- コンラート・ローレンツ (Konrad Lorenz)「可能な経験の生得的形態（経験できることには生まれつき決まった形がある）」（原題：Die angeborenen Formen möglicher Erfahrung）『Z. Tierpsychol.』Vol.5, pp.235-409, 1943年, 未翻訳文献
- コンラート・ローレンツ「動物および人間の社会における全体と部分―方法論的考察―」『Studium Generale』1950/3/9（原題：Ganzheit und Teil in der tierischen und menschlichen Gemeinschaft / 日高敏隆訳『動物行動学Ⅱ』所載）
- 前田實子「Baby-schemaに関する実験的考察―母性心性の触発刺激を中心に―」『武庫川女子大学.幼児教育研究所紀要』第2号, pp.4-42, 1983年
- 前田實子「Baby-schemaに実験的考察II―『可愛らしさ』の諸要因ついて―」『武庫川女子大学.幼児教育研究所紀要』第3号, pp.4-50, 1984年
- 前田實子「Baby-schemaに関する実験的考察III―『丸さ』を中心に―」『武庫川女子大学.幼児教育研究所紀要』第4号, pp.4-42, 1985年
- 松井みどり「偏愛のマイクロポリティクス―逸脱の記号としての『かわいらしさ』」『美術手帖』48巻2号第720号、美術出版社、1996年2月、25-41頁、ISSN 02872218、NAID 40003243425。
- 小山礼子; 高橋ユウエン; 守一雄 (2006). “子どものかわいらしさを決める要因と男女差 ”. 社会行動性格研究誌 (Scientific Journal Publishers) 34 (9):  1087-1099. doi:10.2224/sbp.2006.34.9.1087. ISSN 0301-2212.(要購読契約)
- ヤマダトモコ「個人的萌えと商業的萌え、萌えとかわいいとエロの関係」『國文學―解釈と教材の研究』第53巻第16号、学燈社、2008年11月、102-111頁、ISSN 04523016、NAID 40016253450。
- 入戸野宏「"かわいい"に対する行動科学的アプローチ」『人間科学研究』第4巻、広島大学大学院総合科学研究科、2009年、19-35頁、doi:10.15027/29016、ISSN 18817688、NAID 120001954440。
- 椎塚久雄, 橋爪 絢子「かわいさとインタラクティビティ」『横幹連合コンファレンス予稿集』、横断型基幹科学技術研究団体連合（横幹連合）、2011年11月、doi:10.11487/oukan.2011.0.8.0、ISSN 1881-7688、NAID 130005034073。
- 井原なみは, 入戸野宏「幼さの程度による"かわいい"のカテゴリ分類<論文>」『広島大学大学院総合科学研究科紀要. I人間科学研究』第6号、広島大学大学院総合科学研究科、2011年12月、13-17頁、doi:10.15027/33096、ISSN 1881-7688、NAID 120004288081。
- 椎塚久雄「かわいい感情の構造―製品の中におけるかわいさとインタラクション」『感性工学』第11巻第2号、日本感性工学会、2012年9月、99-108頁、ISSN 1882-8930、NAID 40019472496。
- 井原なみは, 入戸野宏「対象の異なる"かわいい"感情に共通する心理的要因」『人間科学研究』第7巻、広島大学大学院総合科学研究科、2012年、37-42頁、doi:10.15027/34619、ISSN 1881-7688、NAID 120005245671。
- 入戸野宏「かわいさと幼さの関係についての実験心理学的考察 (PDF) 」日本感性工学会・かわいい人工物研究部会・2周年記念シンポジウム（2012年6月2日・芝浦工業大学豊洲キャンパス）資料集, pp.7-10
- 石田かおり「日本のカワイイ文化の特質・来歴とその国際的発信について」『駒沢女子大学研究紀要』第19号、駒沢女子大学、2012年12月、57-68頁、doi:10.18998/00001135、ISSN 1340-8631、NAID 110009579442。
- 入戸野宏「かわいさと幼さ：ベビースキーマをめぐる批判的考察」『VISION』第25巻第2号、日本視覚学会、2013年、100-104頁、doi:10.24636/vision.25.2_100、ISSN 0917-1142、NAID 130007537260。
- 畠山真一「カワイイ概念と『不気味の谷』現象について」『尚絅大学研究紀要 A.人文・社会科学編』第46巻、学校法人 尚絅学園 尚絅大学研究紀要編集部会、2014年、29-42頁、doi:10.24577/seia.46.0_29、ISSN 2187-5235、NAID 110009767987。
- 大倉典子, 菅野涼「かわいい人工物の系統的研究 (第17報) ―『かわいい音』に対する基礎的検討―」『情報処理学会研究報告. 音楽情報科学』第74号、情報処理学会、2014年5月、1-4頁、ISSN 0919-6072、NAID 110009903170。
- 西村美香「かわいい論試論」『明星大学研究紀要. 人文学部』第51号、明星大学人文学部.明星大学人文学部研究紀要編集委員会 編、2015年3月、133-136頁、CRID 1050282676640857856、ISSN 0388-1318、NAID 120005612403。
- 一ノ瀬健太『クラリス・クライシス ─なぜ日本でロリコン文化が花開いたのか?─』（PDF）（修士論文）東京藝術大学、2015年、1-113頁。
- 遠藤薫「かわいい：1．『カワイイ』の哲学 -その歴史的パースペクティブと現代的意義-」『情報処理』第57巻第2号、情報処理学会 ; 1960-、2016年1月、118-121頁、ISSN 0447-8053、NAID 40020710911。
- 金子信久「かわいい：2．かわいい江戸時代絵画の背景」『情報処理』第57巻第2号、情報処理学会 ; 1960-、2016年1月、122-123頁、ISSN 0447-8053、NAID 170000147761。
- 大倉典子「かわいい：3．かわいい人工物の系統的研究 -『かわいい』という感性価値を持つ人工物の物理属性-」『情報処理』第57巻第2号、情報処理学会 ; 1960-、2016年1月、124-127頁、ISSN 0447-8053、NAID 40020710920。
- 入戸野宏「かわいい：4. "かわいい"感情の心理学モデル」『情報処理』第57巻第2号、情報処理学会 ; 1960-、2016年1月、128-131頁、ISSN 0447-8053、NAID 40020710926。
- 堀江亮太, 柳美由貴, 高階知巳, 大倉典子「かわいい：7. かわいい画像を見たときの生体反応」『情報処理』第57巻第2号、情報処理学会 ; 1960-、2016年1月、141-144頁、ISSN 0447-8053、NAID 40020711380。
- 宇治川正人「『かわいい』の原因系と結果系の分類―『かわいい』を類型化する―」『日本感性工学会論文誌』第15巻第1号、日本感性工学会、2016年2月、39-46頁、doi:10.5057/jjske.TJSKE-D-15-00057、ISSN 1884-0833、NAID 130005128767。
- 石川なつ美「『かわいい』の意味について」『東京女子大学言語文化研究』第24号、東京女子大学言語文化研究会、2016年3月、21-35頁、ISSN 0918-7766、NAID 40021302085。
- 佐々木隆「『カワイイ』研究の発展」『日欧比較文化研究』第20号、日欧比較文化研究会、2016年10月、15-26頁、ISSN 1349-0052、NAID 40020984632。
- Tom Hoi Kit, 宮﨑拓弥「『かわいい』対象と感情の分類」『北海道教育大学紀要. 教育科学編』第70巻第1号、北海道教育大学、2019年8月、63-75頁、ISSN 1344-2554、NAID 120006730733。
- 入戸野宏『「かわいい」のちから : 実験で探るその心理』化学同人〈DOJIN選書〉、2019年。ISBN 9784759816815。全国書誌番号:23241594。